# クリックポスト
クリックポストは、日本郵便が2014年6月16日より開始した、郵便に含まれない運送サービス。
郵便物ではなく荷物扱い。約款上の扱いは、専用ウェブサイト事前入力割引を適用したゆうパケットである。

## 概要
利用にはYahoo! JAPAN IDまたはAmazonアカウントの登録が必須であり、運賃支払いにはYahoo!ウォレット（クレジットカード・PayPay）またはAmazon Pay（クレジットカード払いのみ）を用いる。なお、クレジットカード払いについてはデビットカードのブランドによって、登録できない場合もある。
元はヤフーと日本郵便が連携して、Yahoo!オークションでの小型軽量物の発送に適したサービスとして開始されたサービスのため、Yahoo! JAPAN ID登録者のみしか利用できなかった。ただしオークション以外でも利用できる。
2019年3月12日からは、Amazonアカウント登録者も利用できるようになった。
また、かつてはYahoo!ウォレット並びにAmazon Pay共にクレジットカード払いのみ対応していたため、これに登録できるクレジットカードが必須であったが、Yahoo!ウォレットについては2023年6月からクレジットカードに加えて、QRコード決済サービスのPayPayも支払い方法に追加されたため、クレジットカード非保有者であっても本サービスを利用することが出来るようになった。
専用ウェブサイトは、PCではWindows（Windows 8/10）、Mac（MacOS X10.10以上）に対応。スマートフォンでは、iOS（iOS 9以上）、Android（Android 5.0以上）に対応した。

### 利用方法
初回利用時に専用ウェブサイトで登録を行うことで利用可能となる。登録完了後は、Yahoo! JAPAN IDまたはAmazonアカウントでログインする。マイページで発送記録を6ヶ月分まで見ることができる。
宛先の住所氏名等を入力し、運賃を専用ウェブサイト上で支払う。発行された宛名ラベルを自宅等のプリンターやネットプリントなどのサービスで印刷し、貼付して差し出す。宛名ラベルに印字される追跡バーコードや二次元コードにより追跡サービスが利用できる。
2020年現在の運賃は全国一律で198円（税込）。2018年9月1日から運賃が164円（税込）から185円（税込）に改定。2019年10月1日から消費税率の引き上げに伴い、188円（税込）に改定。2020年4月1日から人件費の高騰に伴い、198円（税込）に改定された。手渡しではなくポストに投函するため、人件費が抑えられるとして、2022年7月20日から185円（税込）に値下げする予定。
ラベルの有効期限は、専用ウェブサイトで支払手続きが完了した日の翌日から起算して7日間。期限が切れた場合は改めて発送申し込み手続きを行うことになる。実際に決済されるのは集配局で引き受けた時であるため、ラベルを印刷しただけで実際にクリックポストを差し出さなければ送料は請求されない。

### 利用規定
- 長さ34cm、幅25cm、厚さ3cm以内[1]。なお、A4判（297x210mm）用の角2封筒は長さ332mm、幅240mm。
- 重量1kg以内[1]。
- 専用ウェブサイトでPDF出力されたラベルを印刷し外装に貼り付ける。モノクロ印刷でも可[11]。
- スマートフォンはポップアップに対応しない、ラベルが文字化けするなど正しく印刷できないことがある[5]。
- ラベルはA4用紙に印刷する[5]。それ以外の用紙に印刷すると用紙サイズに合わせて拡大・縮小されるが、郵便局で追跡バーコードや二次元コードが正確に読み取れないことがあるため、ラベルのサイズ変更は認められていない[5]。
- 手書きによる修正は不可[5]。入力ミスがあった場合は申込みをやり直す。
- 品名を記載する必要がある。専用ウェブサイトで入力し、宛名ラベルに印字される。
- 信書（特定の受取人に対し、差出人の意思を表示し、または事実を通知する文書）や現金を送ることはできない[11][8]。
- プリンタトラブル等のミスで重複して発送してしまうと利用規約に反するという事で利用登録取消しになり二度と利用できない[要出典]ので要注意。

## 差出方法
郵便窓口のほか、郵便ポストにも差出できる。いずれの場合も郵便追跡サービスで追跡することができる。
サービス開始当初は、最初に追跡入力されるのは担当集配局にて引き受けた時であり、それまで追跡はできない仕様だった。2017年4月1日以降、集配局以外であっても引受入力が行なわれるようになった。

## 配達方法
レターパックプラス等と異なり速達性は無く、むしろゆうメールと同様に荷物であるため、普通郵便物よりも日数が掛かる場合が多い。これは陸送および船便限定で、空輸しないためである。特に遠方宛ては日数がかかり、離島は船便のため悪天候で遅延すると更に日数が掛かる。
一方、普通郵便物とは異なり、個人宅宛てであれば土曜・日曜・祝日にも基本的には配達するため、休日を挟む場合はこの限りではない。また、2021年10月以降、普通郵便物やゆうメールの配達日数が最大で1日程度長くなるため、投函する曜日や配達先の地域によっては普通郵便物・ゆうメールよりも早く到着する場合もある。
概ね、日本郵便のウェブサイトの「お届け日数を調べる」で出される「ゆうパケット」の日数にプラス1日程度を要する。なお、この日数はあくまで集配局引受から相手方への投函までの日数であり、クリックポスト以外と同様、集配局以外の郵便窓口や、集配局のポストを除く市中のポストに投函した場合は取り集めから引き受けまでのタイムラグが加算される。
なお、公式には「離島など一部の配達地域を除き、おおむね差出日の翌日から翌々日に届ける」としている。
おおむね投函時に追跡サービスにて投函完了と入力される。以前は配達局から持ち出す時点で入力していた事もあった。

## 補償（損害賠償）
滅失や毀損があった場合は郵便料金だけが返金される。ただし、損害賠償を請求する者は、その運賃を支払ったことを証明する必要がある。
荷物自体については紛失や毀損しても一切の補償はない。

## オプションサービス
なし。着払い、数量割引など各種割引は設定されていない。